# 카운터포스 (1988년 영화)
《카운터포스》(Counterforce)는 미국에서 제작된 호세 안토니오 드 라 로마 감독의 1988년 액션 영화이다. 조지 리베로 등이 주연으로 출연하였고 칼로스 바살로 등이 제작에 참여하였다.

## 출연

### 주연
- 조지 리베로
- 조지 케네디
- 앤드류 스티븐스
- 이삭 하에스
- 루이 주르당

### 조연
- 케빈 번하드트
- 휴고 스티글리츠
- 시몬 앤드루
- 카버 베디
- 로버트 포스터